# کوتا موراماتسو
کوتا موراماتسو (ژاپنی: 村松 航太؛ زادهٔ ۲۲ اوت ۱۹۹۷) یک بازیکن فوتبال اهل ژاپن است.
از باشگاه‌هایی که در آن بازی کرده‌است می‌توان به باشگاه فوتبال گراونز کیتاکیوشو اشاره کرد.